# Reloj de lámpara de aceite

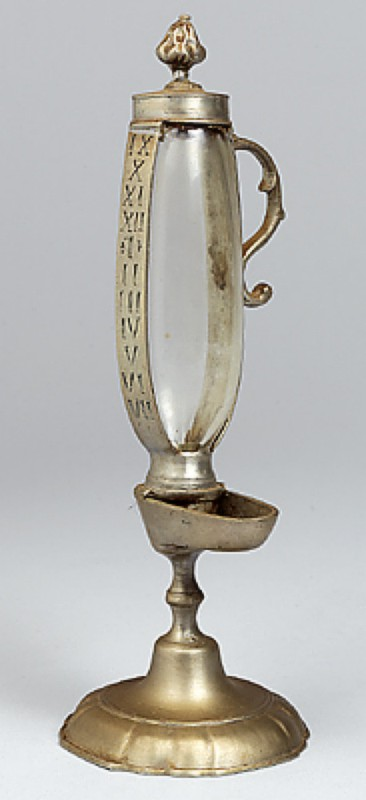
Reloj de lámpara de aceite del siglo XVIII.

El reloj de lámpara de aceite es un tipo de reloj que consiste en un depósito de vidrio graduado para contener aceite, generalmente aceite de ballena, que se quema limpia y uniformemente, suministrando el combustible para una lámpara de aceite incorporada. A medida que baja el nivel del depósito, proporciona una medida aproximada del paso del tiempo.
El principio detrás de un dispositivo de cronometraje de este tipo es que mide una cantidad que disminuye o aumenta a un ritmo constante. Las lámparas de aceite o las velas, que queman combustible a un ritmo constante, se ajustan a esta categoría y, como beneficio adicional, producen luz útil. Los relojes de arena dependen del vaciado constante de arena fina a través de una pequeña abertura; los relojes de agua o clepsidras miden la ganancia o pérdida de agua utilizando gotas de tamaño y frecuencia uniformes; el fenjaan persa media el tiempo que tardaba en hundirse un cuenco flotante con un agujero en la parte inferior.
Se desconoce cuándo o dónde se introdujo por primera vez el reloj de lámpara de aceite. Este reloj se utilizó principalmente a mediados del siglo XVIII.